# Melanitis leda
Espèce
Melanitis leda ou Léda est une espèce d'insectes lépidoptères de la famille des Nymphalidae, de la sous-famille des Satyrinae et du genre Melanitis.

## Dénomination
Melanitis leda a été nommé par Carl von Linné en 1758.
Synonymes : Papilio leda Linneaus, 1758; Melanitis barnardi Lucas, 1892.

### Noms vernaculaires
Melanitis leda se nomme en anglais Common Evening Brown.

### Sous-espèces
- Melanitis leda leda en Afrique et en Inde
- Melanitis leda africana Fruhstorfer, 1908 ; au Mozambique et en Rhodésie.
- Melanitis leda angulata Joicey & Noakes, 1915 ;
- Melanitis leda bankia (Fabricius, 1775) en Australie.
- Melanitis leda bouruana Holland, 1900 ;
- Melanitis leda desperata Fruhstorfer, 1908 ; à Timor.
- Melanitis leda destitans Fruhstorfer, 1908 en Nouvelle-Guinée.
- Melanitis leda dominans Fruhstorfer, 1908 ;
- Melanitis leda ismene (Cramer, [1775])
- Melanitis leda kiriwinae Fruhstorfer, 1908 ;
- Melanitis leda moluccarum Fruhstorfer, 1908 ;
- Melanitis leda levuna Fruhstorfer, 1908 ; aux Fidji.
- Melanitis leda offaka Fruhstorfer, 1908 ;
- Melanitis leda salomonis Fruhstorfer, 1908 ;
- Melanitis leda simessa Fruhstorfer, 1911[1] ;
- Melanitis leda solandra en Nouvelle-Calédonie[2].

## Description
Ce papillon a une envergure moyenne de 6 à 8 cm. Il présente suivant la saison un dimorphisme de couleur.

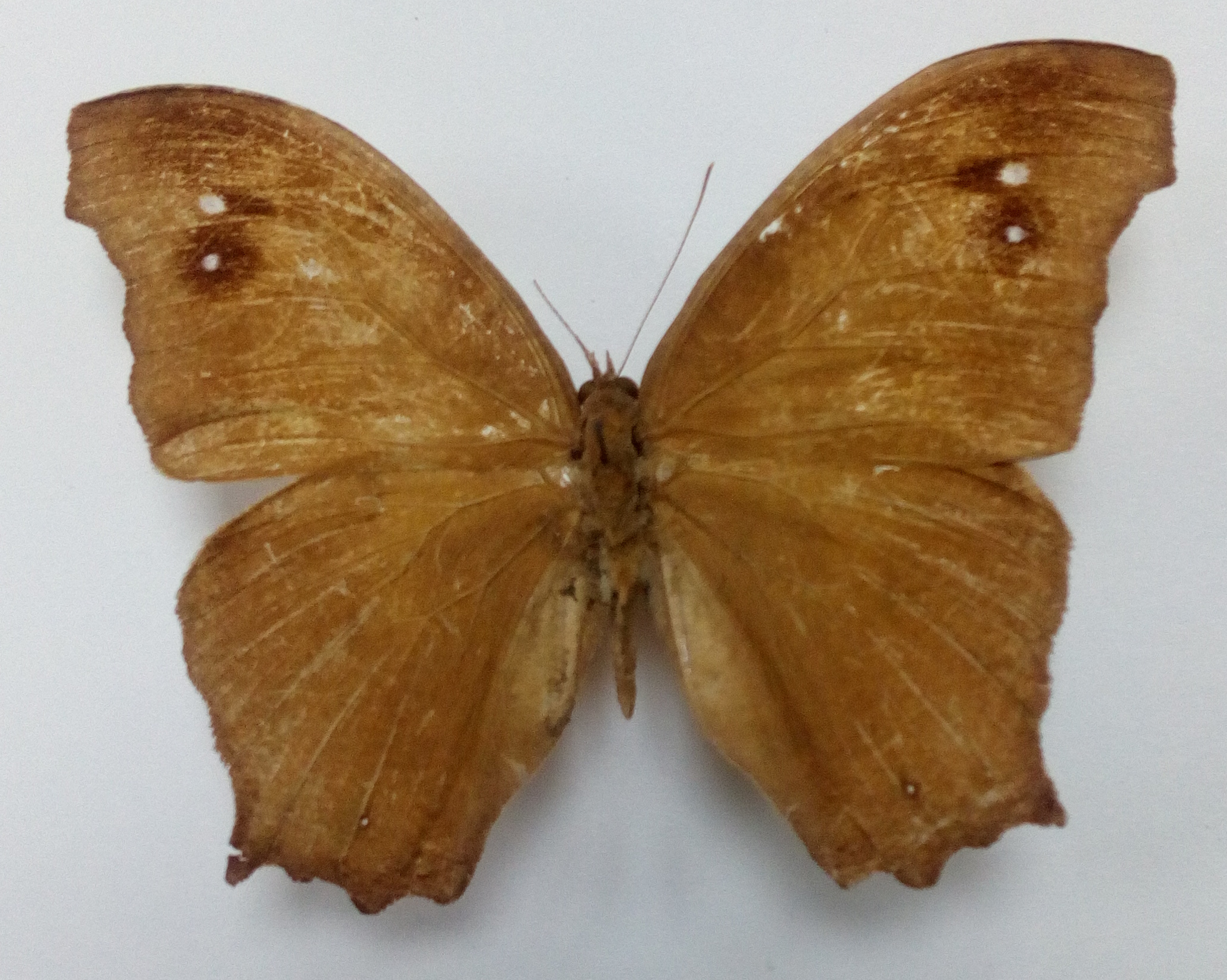
Léda

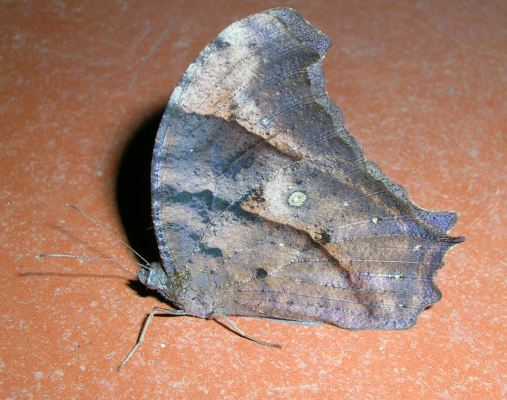
Melanitis leda forme durant la saison sèche.

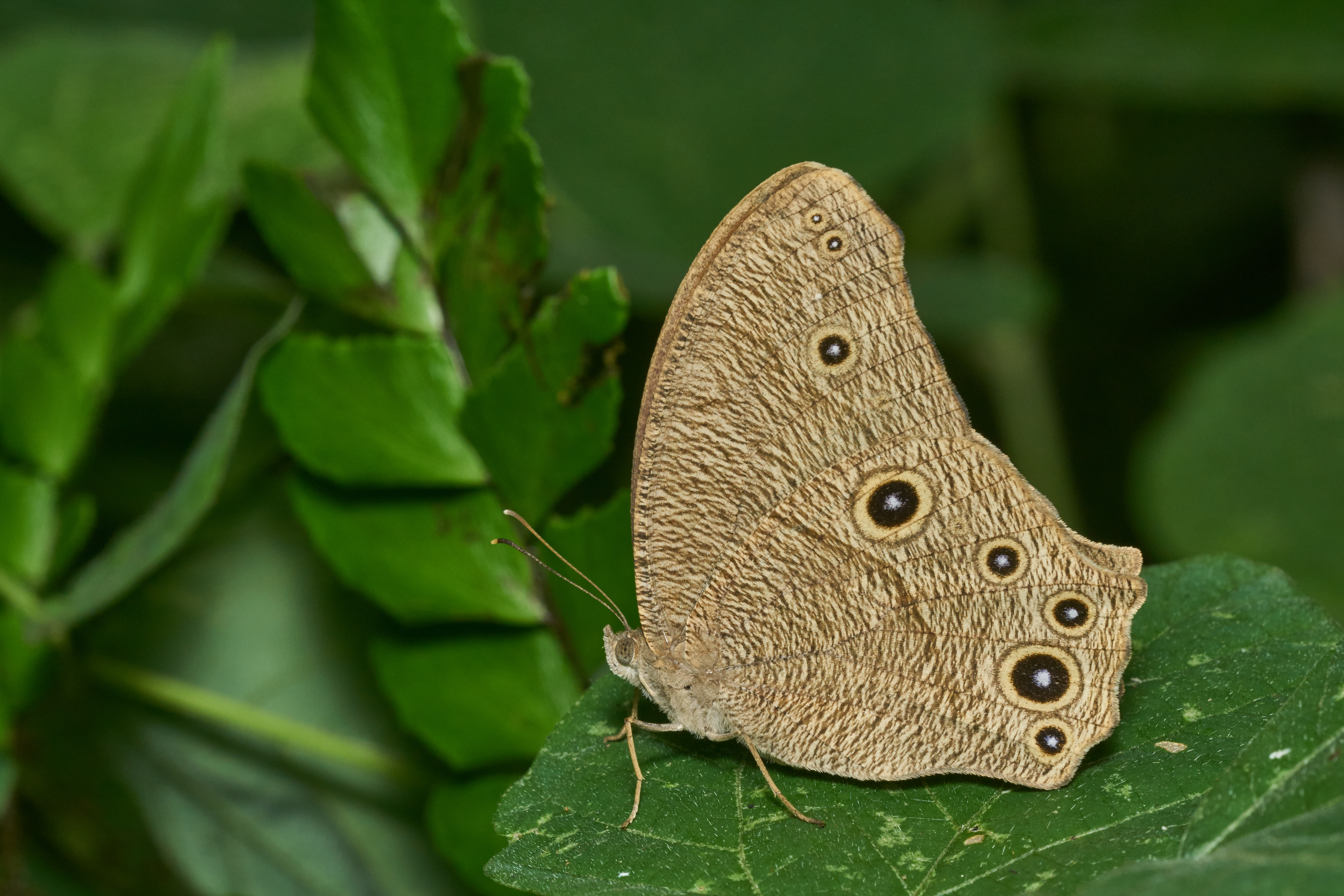
Melanitis leda forme durant la saison humide. Dans le Kerala, en Inde.

C'est un papillon marron doré, uni dans sa forme de la saison sèche et au revers orné d'une ligne submarginale de gros ocelles noirs pupillés de bleu et cernés d'orange.

Éclosion de Melanitis leda
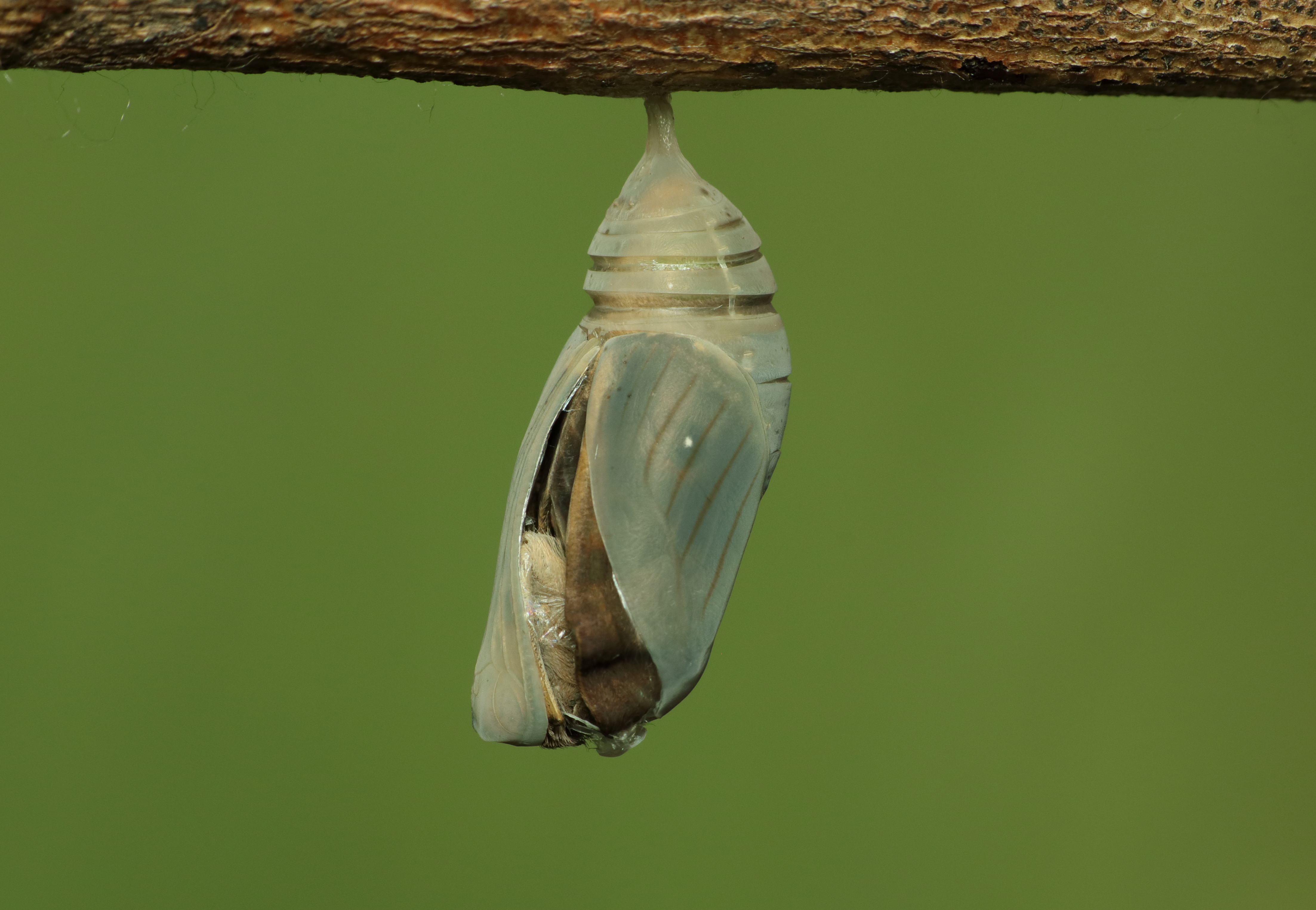
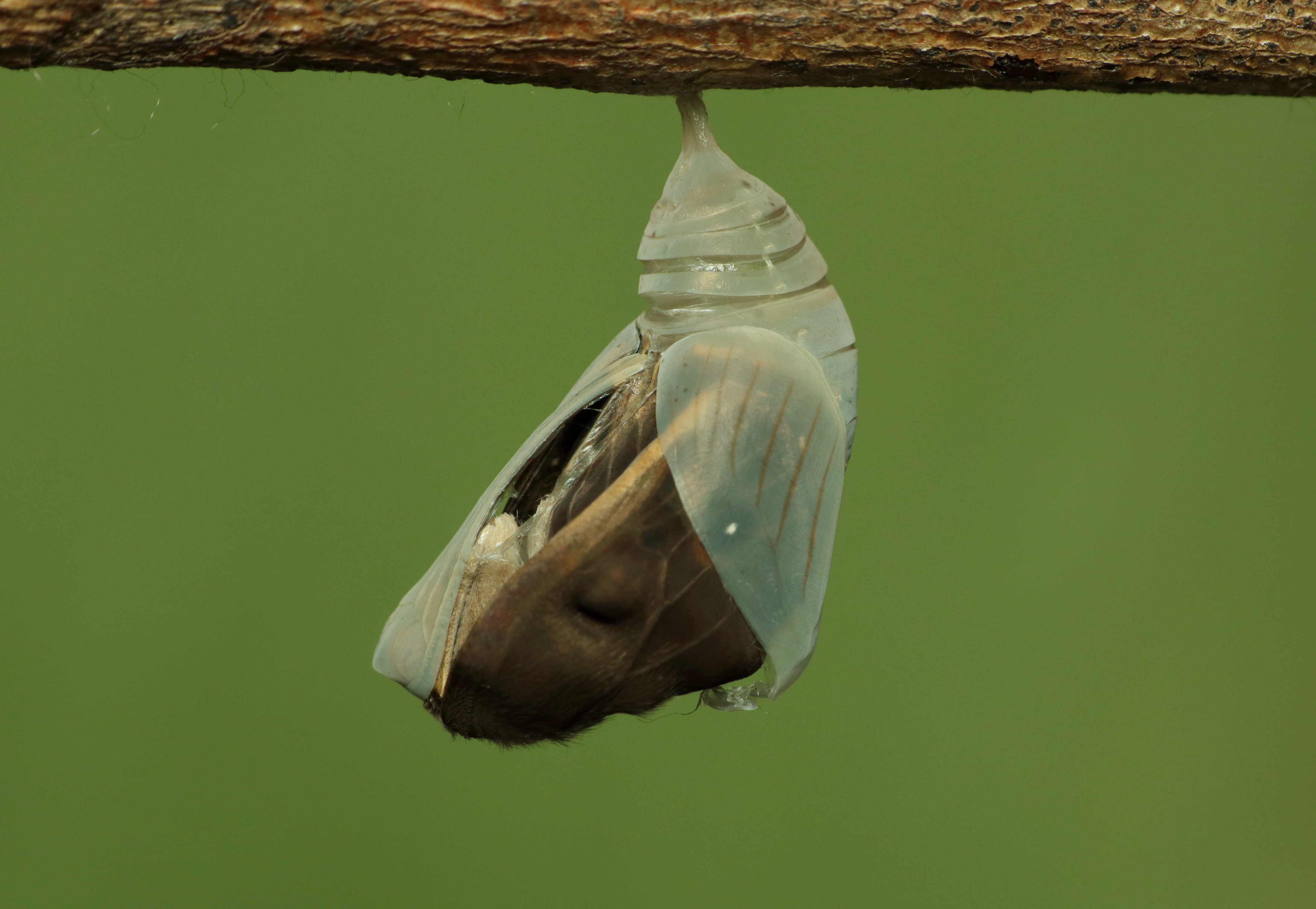
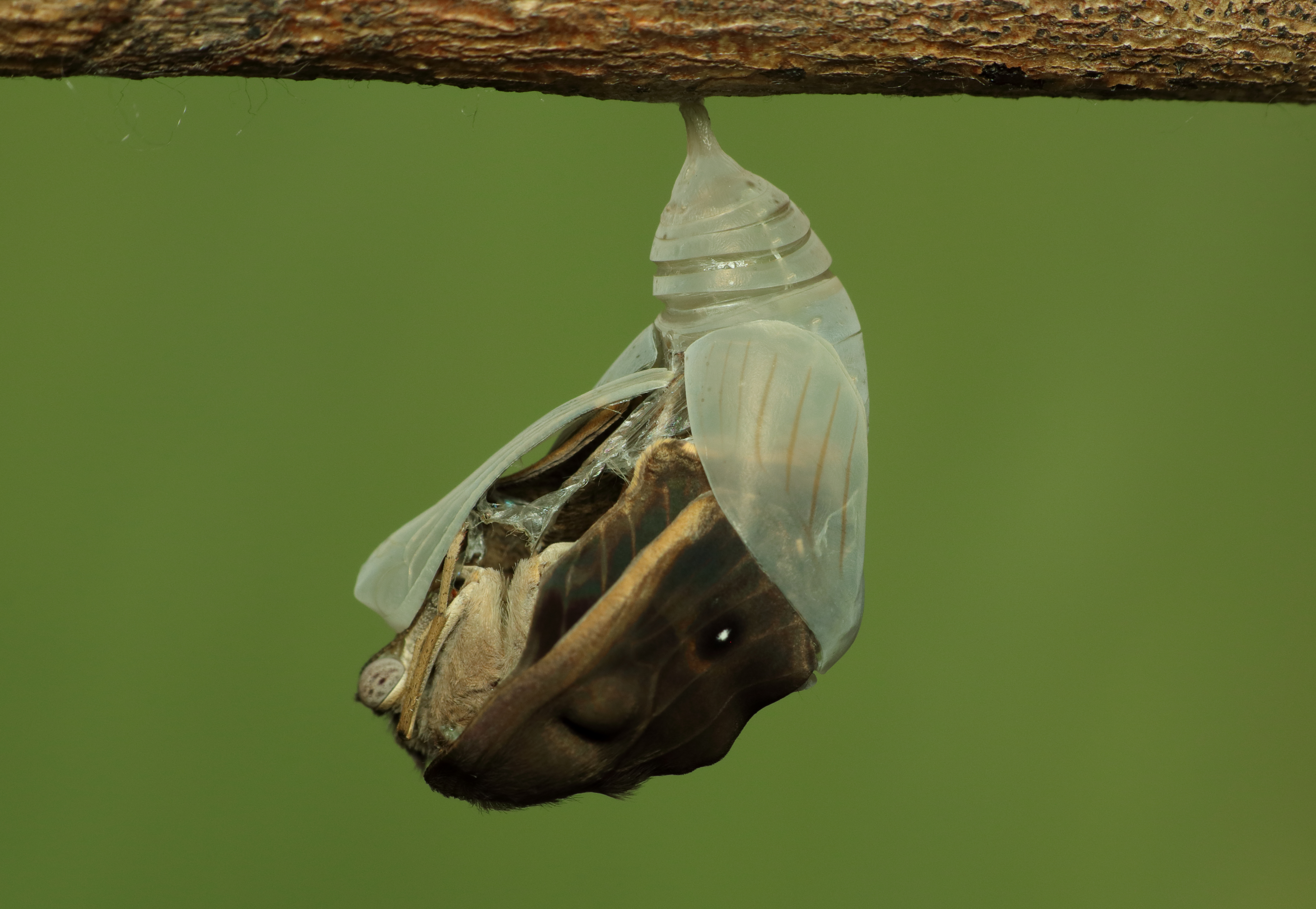
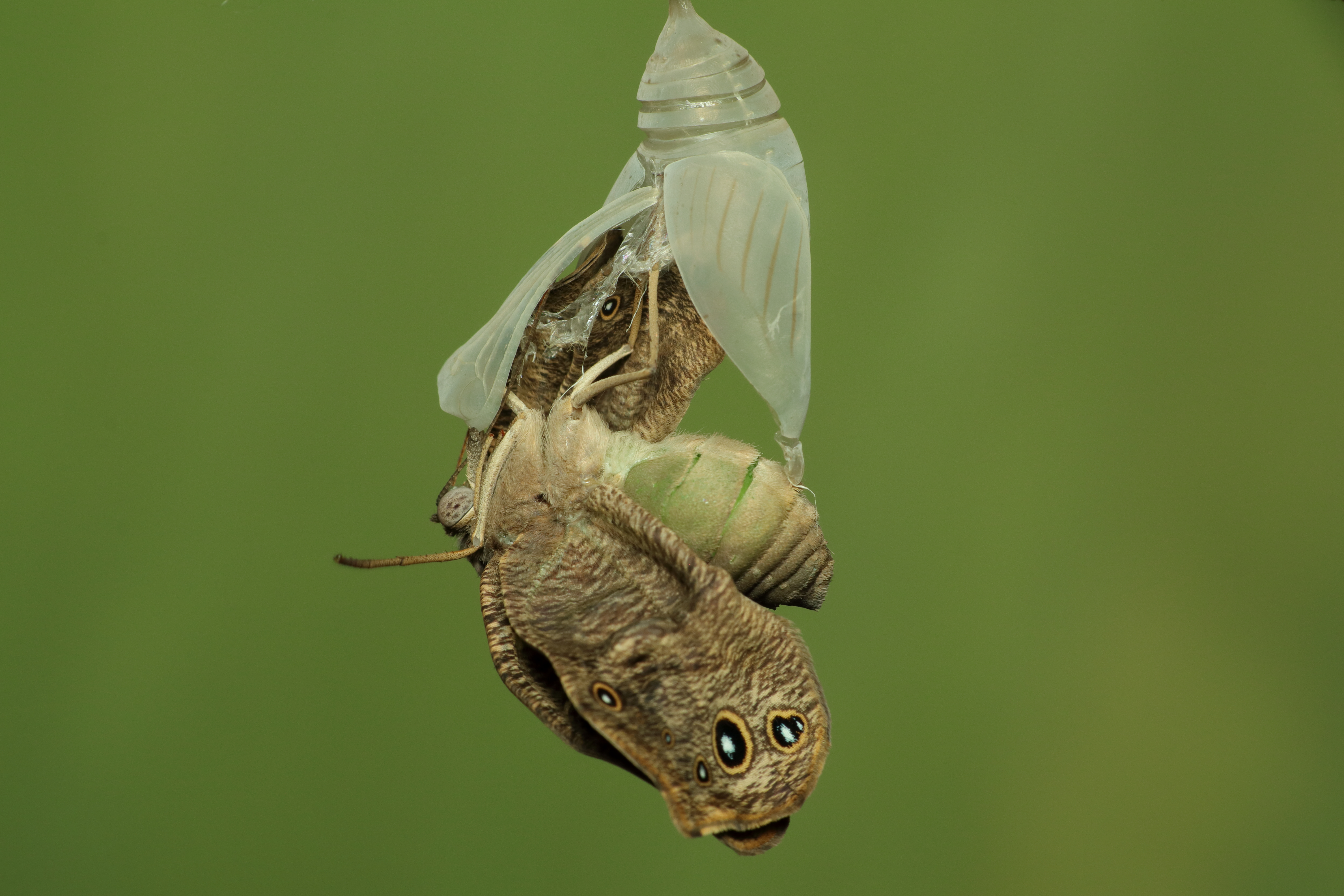

### Chenille
De couleur verte, elle est peu visible le long des tiges et sur les feuilles. Sa tête, verte, porte deux cornes marron.

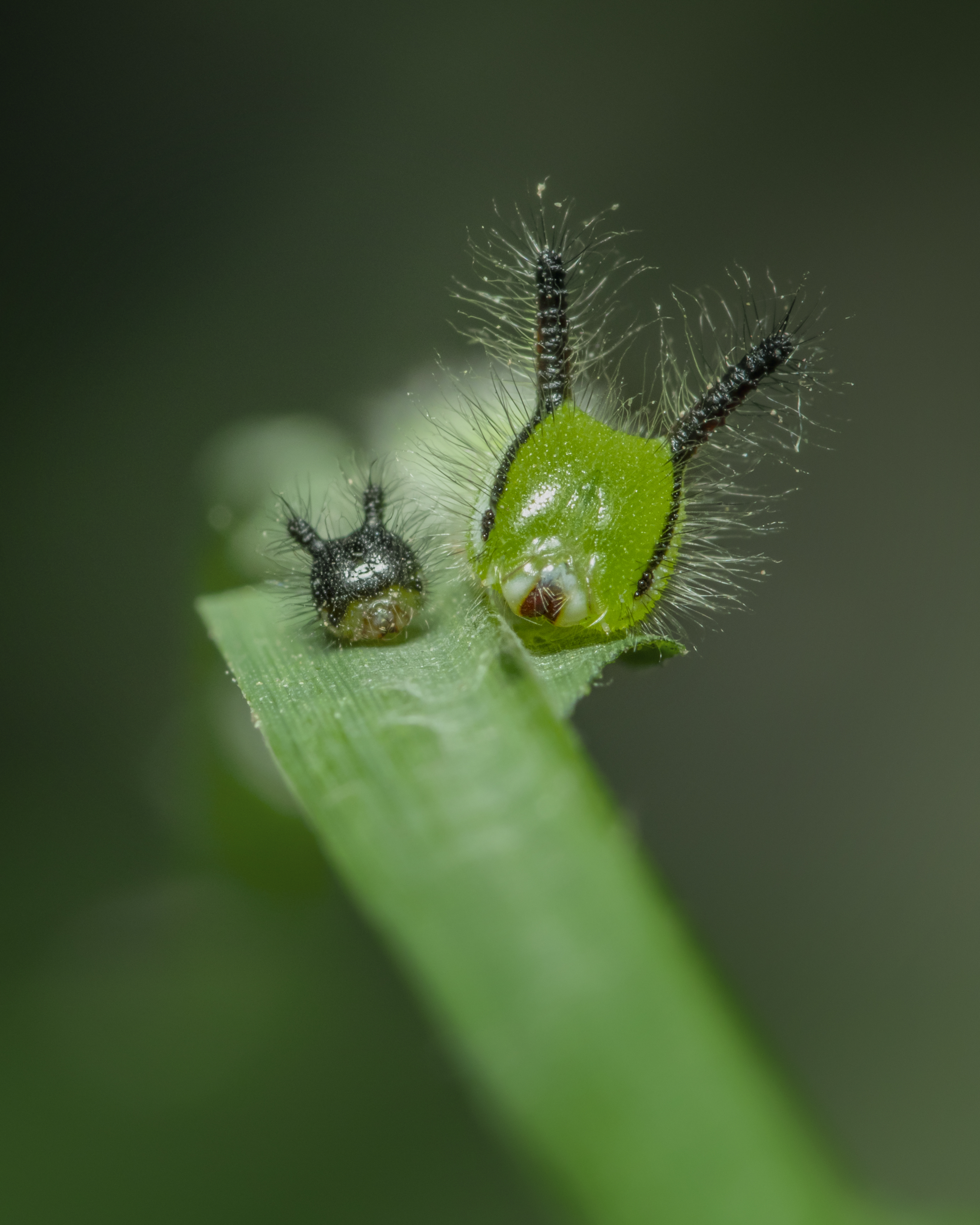
Tête d'une chenille
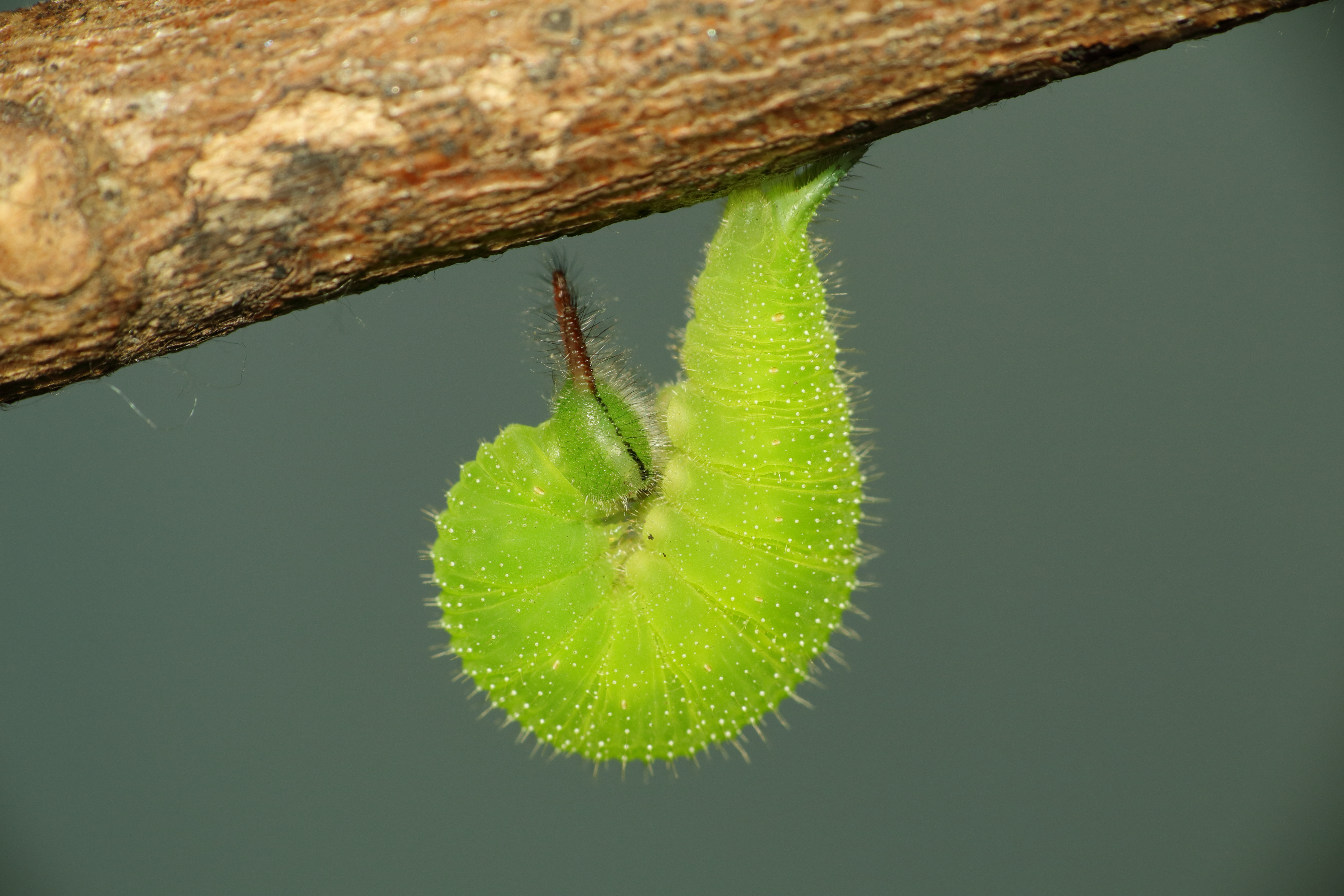
Chenille
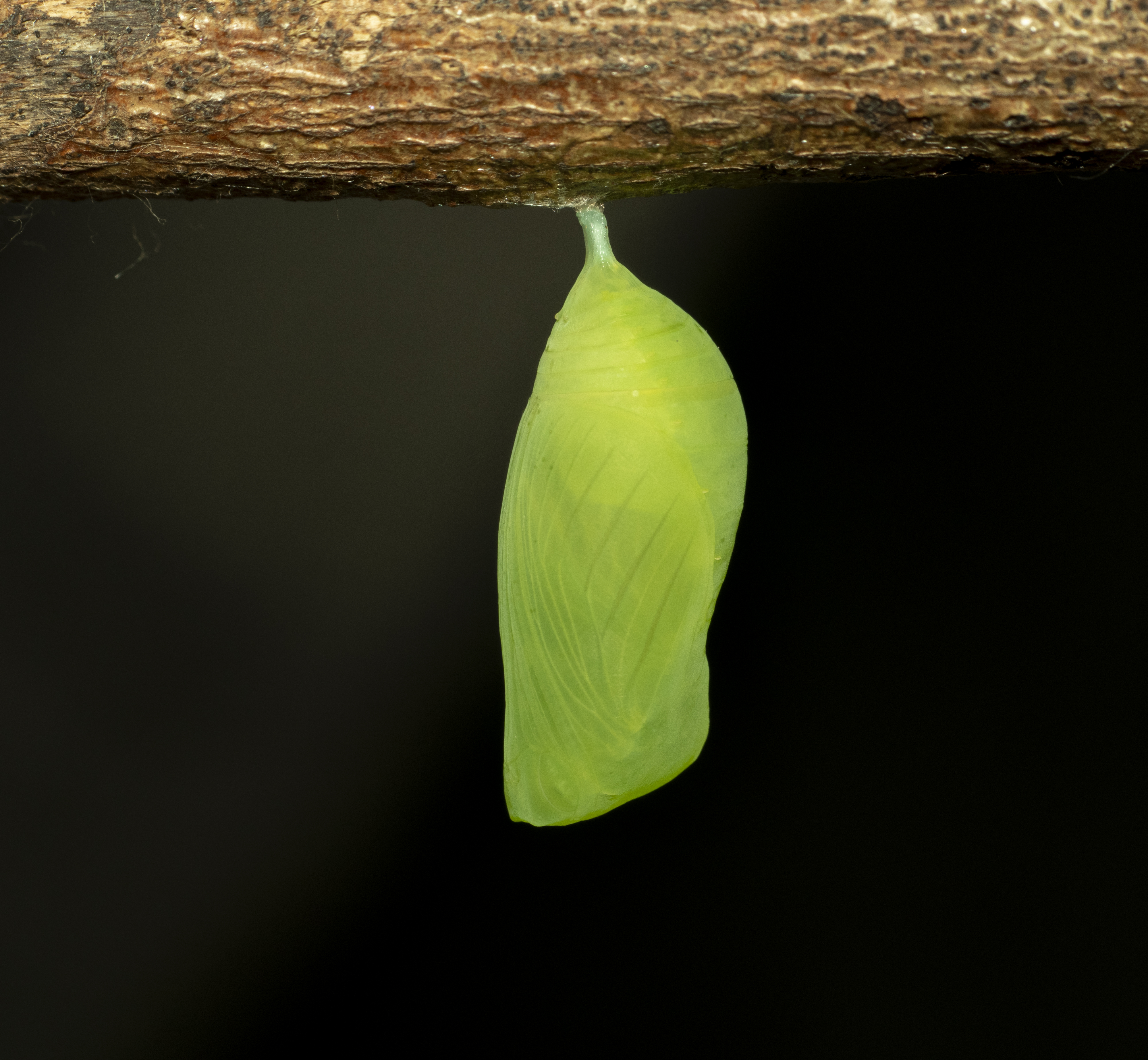
Chrysalide

## Biologie

### Période de vol
Melanitis leda vole au crépuscule.

### Plantes hôtes
Ses plantes hôtes sont des graminées diverses, dont Apluda mutica, le riz Oryza sativa, Panicum maximum, Paspalum dilatatum, la canne à sucre Saccharum officinarum, Sorghum verticilliflorum, Stenotaphrum secundatum, Imperata et Paspalum.

## Écologie et distribution
Melanitis leda est présent dans toute l'Afrique tropicale, à Madagascar dans la péninsule arabique, dans le sud de l'Asie, Inde, Malaisie, et jusqu'en Nouvelle-Calédonie et Australie.
Le Léda vit dans les zones cultivées et les plaines.

### Protection
Pas de statut de protection particulier.

## Philatélie
Le Cap-Vert a émis un timbre à son effigie en 1982.